# カンシュンゴ
カンシュンゴ (Canchungo) はギニアビサウ西部に位置する都市。カシェウ州カンシュンゴ区にあり、カンシュンゴ区の首府である。以前は、植民地時代にこの地域を制圧した将軍にちなんで、ヴィラ・テイシェイラ・ピント(Vila Teixeira Pinto)とよばれていた。

## 出身人物
- セダーテ・ゴメス・サ - ラグビー選手、フランス代表